# Танамирза
Танамирза́ (каз. Таңамырза) — село у складі Аксуатського району Абайської області Казахстану. Входить до складу Ойшиліцького сільського округу.
Населення — 337 осіб (2021; 546 у 2009, 608 у 1999, 653 у 1989).
Національний склад станом на 1989 рік:
- казахи — 100 %

До 1999 року село називалося Чапай, у радянські часи мало також назву Бригада 1-а Комсомол.